# Blei(IV)-chlorid
Blei(IV)-chlorid ist eine chemische Verbindung der Elemente Blei und Chlor. Die Substanz ist bei Raumtemperatur eine unbeständige, gelbe, ölige und an der Luft rauchende Flüssigkeit, die oberhalb von 50 °C zu Blei(II)-chlorid und Chlor zerfällt. Die PbCl4-Moleküle besitzen – analog zu organischen Verbindungen – eine tetraedrische Struktur.

## Gewinnung und Darstellung
Blei(IV)-chlorid lässt sich durch Behandlung von Blei mit Chlorgas oder durch Umsetzung von Blei(IV)-oxid mit konzentrierter Salzsäure herstellen:
{\displaystyle \mathrm {Pb+2\,Cl_{2}\rightarrow PbCl_{4}} }
{\displaystyle \mathrm {PbO_{2}+4\,HCl\rightarrow PbCl_{4}+2\,H_{2}O} }
Eine weitere Möglichkeit der Herstellung ist, umgekehrt zur Zersetzungsreaktion Blei(II)-chlorid mit Chlorgas umzusetzen. Dies gelingt allerdings nur über den Hexachlorokomplex. Daher wird zuerst in eine (eisgekühlte) Suspension von PbCl2 in konzentrierter Salzsäure Chlorgas eingeleitet und anschließend mit Ammoniumchlorid zitronengelbes Ammoniumhexachloroplumbat (NH4)2[PbCl6] ausgefällt. Durch Eintragen in konzentrierte Schwefelsäure scheidet sich PbCl4 ab, da dieses in Schwefelsäure unlöslich ist.
{\displaystyle \mathrm {(NH_{4})_{2}[PbCl_{6}]\ +\ H_{2}SO_{4}\rightarrow (NH_{4})_{2}SO_{4}+H_{2}PbCl_{6}} }
{\displaystyle \mathrm {H_{2}PbCl_{6}\rightarrow 2\,HCl+PbCl_{4}\downarrow } }

## Eigenschaften

### Physikalische Eigenschaften
| Kristallstruktur von PbCl4 bei 150 K |                                          |                           |
| Kristallsystem                       | monoklin                                 | monoklin                  |
| Raumgruppe                           | I2/a (Nr. 15, Stellung 7)                | I2/a (Nr. 15, Stellung 7) |
| Gitterparameter (Elementarzelle)     | a = 1054,2 pm b = 535,9 pm c = 1195,8 pm | β = 115,83°               |
| Zahl (Z) der Formeleinheiten         | Z = 4                                    | Z = 4                     |

### Chemische Eigenschaften
Bei Blei(IV)-chlorid handelt es sich, wie bei allen anderen Blei(IV)-Verbindungen, um ein starkes Oxidationsmittel.
{\displaystyle \mathrm {Pb^{4+}+2\,e^{-}\rightarrow Pb^{2+};\epsilon _{0}=+1,70V} }
In Wasser hydrolysiert das Blei(IV)-chlorid rasch zu Blei(IV)-oxid und Chlorwasserstoff:
{\displaystyle \mathrm {PbCl_{4}+\ 2\ H_{2}O\longrightarrow \ PbO_{2}\ +4\ HCl} }
In Verbindung mit wenig Wasser bildet sich ein Hydrat unbekannter Zusammensetzung; mit wenig kaltem Chlorwasserstoff erhält man eine feste, kristalline Hexachloroblei(IV)-säure H2[PbCl6].
Oberhalb von 100 °C erfolgt ein explosionsartiger Zerfall unter Disproportionierung zu Blei(II)-chlorid und Chlor.